# Krzysztof Andrzej Jeżewski
Krzysztof Andrzej Jeżewski (ur. 24 kwietnia 1939 w Warszawie) – polski poeta, tłumacz, eseista, norwidolog, pisarz muzyczny, publicysta i recytator.

## Życiorys
Syn Janusza i Zofii z Czartkowskich. Ukończył romanistykę na Uniwersytecie Warszawskim i polonistykę na Sorbonie. W 1970 osiedlił się we Francji. Autor 13 tomów wierszy i 50 tomów przekładów czołowych pisarzy i poetów polskich na język francuski oraz kilku pionierskich dokonań literackich jak „Kronika poetycka życia J. Piłsudskiego W blasku legendy” (Paryż, 1988) antologia polskich katastrofistów XX wieku pt. "Le pire est certain" (2009),monumentalne francuskie wydanie „Vade-mecum” Norwida (2004), oraz  esej „Cyprian Norwid a myśl i poetyka Kraju Środka” (2011).  Zredagował też rozszerzone wydania biografii Chopina i Beethovena pióra swojego dziadka Adama Czartkowskiego. Tłumaczył też wielu poetów francuskich (m.in. Laforgue, Segalen, Char, Michaux) hispano-amerykańskich (Gorostiza, Paz, Borges) oraz Kathleen Raine i Angelusa Silesiusa na język polski. Jego własne poezje były tłumaczone na francuski, angielski, niemiecki, rosyjski, chiński, hebrajski i korsykański. W 2012 wydał w firmie DUX trójjęzyczny CD "Podwójny płomień - Chopin & Norwid", gdzie wystąpił jako recytator i komentator poezji Norwida obok Michaela Lonsdale i Paula Marka Elliotta oraz trzech laureatów Konkursu Chopina: Tatiany Shebanovej, Kevina Kennera i Lukasa Geniusasa.  
Krzysztof A. Jeżewski jest członkiem SPP, PEN-Clubu, Towarzystwa Historyczno-Literackiego w Paryżu i Związku Tłumaczy Literackich Francji (ATLF) oraz POLART-u. Jest laureatem nagrody ZAiKS-u, Instytutu Literackiego w Paryżu, Polskiego PEN-clubu a od 2003 prezesem paryskiego Towarzystwa Przyjaciół Norwida „Les Amis de C.K. Norwid”. W 2011 otrzymał Srebrny Medal „Zasłużony Kulturze Gloria Artis” za wybitne zasługi w popularyzacji kultury polskiej we Francji, a w 2013 Medal Fundacji Norwidowskiej za upowszechnianie dzieła Norwida w tym kraju. W 2019 otrzymał Nagrodę im. Witolda Hulewicza, a w 2021 Nagrodę im. Cypriana Kamila Norwida.
Poezja Krzysztofa Andrzeja Jeżewskiego o silnych tendencjach mistycznych i metafizycznych, a zarazem operująca językiem o krystalicznej czystości i zwięzłości, wizjonerska i niestrudzenie poszukująca Transcendencji, stanowi swoiste wyzwanie rzucone współczesnemu światu. Jak pisał prof. Krzysztof Dybciak („Fronda” nr 41/zima 2006): „Sytuując Krzysztofa Jeżewskiego w kontekście większych zjawisk duchowych, trzeba stwierdzić, że należy on do twórców przełomu stuleci dążących do przemiany kultury w dobie ponowoczesnej. Po lingwistycznych, antyestetycznych czy wręcz nihilistycznych rewolucjach XX wieku  proponuje kontrrewolucję metafizycznej nadziei i piękna. Realizując to ambitne zadanie, czerpie siły z muzyki i sacrum, ogrzewając i rozświetlając współczesną lirykę intuicją, głębią duchowych przeżyć, rozżarzeniem wyobraźni."

## Wybrana twórczość

### Poezje
- Kryształowy ogród/Le Jardin de cristal, Galerie Roi Doré, Paris 2018
- Music/Muzyka, Anima Poetry Press, Cissbury 2017
- Księga snów/Le Livre des rêves, Éditions Polyglotte, Noisy-le-Grand 2013
- Swiatłość u progu, Topos, Sopot 2012
- Płomień i noc/ La Flamme et la nuit, Adam Marszałek, Toruń 2012
- Druga księga snow, Miniatura, Kraków 2009
- W zaświecie snu, Correspondance des Arts, Łódź 2009
- Żagle niebieskie, Adam Marszałek, Toruń 2008
- Okruchy z wysokości, in: Angelus Silesius Anielski wędrowiec, Biblioteka Telgte, Poznań 2007
- Popiół słoneczny Nowy Swiat, Warszawa 2005
- L'épreuve du feu ; précédé de Les vignes de l'espace : poèmes, Librairie Bleue, Troyes 2005
- Kryształowy ogrod, Oficyna Krakowska, Kraków 2000
- Znak pojednania, „W drodze”, Poznań 1997
- Winnice przestrzeni, Miniatura, Kraków 1995
- Muzyka, Tikkun, Warszawa 1995
- La musique : poèmes, Éd. L'Harmattan, Paris 1994
- Księga snów Miniatura, Kraków 1990
- Próba ognia, Editions Dembinski, Paris 1990

### Eseje i antologie
- Maya Noval, Birds in exile/Oiseaux en exil, L'Harmattan, Paris 2018.
- Karol Szymanowski, Écrits sur la musique, Symétrie, Lyon 2018.
- Cyprian Norwid, L'Intarissable source, anthologie thématique, Pierre-Guillaume de Roux, Paris 2017
- Rzeźba muzyczna Bolesława Biegasa, w: Ciechanowskie Zeszyty Literackie, nr 16/2014
- Adam Czartkowski, Zofia Jeżewska. Fryderyk Chopin. Uzupełnienia Krzysztof Andrzej Jeżewski, PIW/NIFC, Warszawa 2013
- Cyprian Norwid et la pensée de l'Empire du Milieu, L'Harmattan, Paris 2011
- Cyprian Norwid a myśl i poetyka Kraju Srodka, Wydawnictwa Uniwersytetu Warszawskiego, Warszawa 2011
- Adam Czartkowski, Beethoven. Próba portretu duchowego. Rozszerzył, opracował i antologią polskich wierszy
- o kompozytorze opatrzył Krzysztof Andrzej Jeżewski, PIW, Warszawa 2010
- Proroctwo muzyki, w: Tygiel Kultury, nr 10/12 (166-168), Łódź 2009
- Le pire est certain. Anthologie de la poésie catastrophiste polonaise du XXe siècle, Zurfluh/Cahiers Bleus, Bourg-la-Reine 2009
- Legiony a literatura, w: Legenda Legionów, Demart, Warszawa 2008
- Cyprian Norwid, poète et penseur catholique, Liberté politique, Paris 2001
- Chopin, Słowacki, Biegas et la métaphysique = Chopin, Słowacki, Biegas i metafizyka, w: Dni Słowackiego w Paryżu, Polska Misja Katolicka we Francji, Paris 1999
- Chopin, Szymanowski et leurs poètes = Chopin, Szymanowski i ich poeci, Librairie Bleue, Troyes 1999
- W blasku legendy. Kronika poetycka życia Józefa Piłsudskiego, Spotkania, Paris 1988
- La grande triade: Chopin, Norwid, Szymanowski, w: Le Piano de Chopin, La Revue Musicale n° 364, Paris 1983

### Przekłady na język polski
- Luciana Frassati, Miasta dalekie, PAX, Warszawa, 1970.
- José Gorostiza, Śmierć nieskończona (Muerte sin fin), PIW, Warszawa 1971.
- Paul Surer, Współczesny teatr francuski (Le théatre français contemporain), PIW, Warszawa, 1973.
- Octavio Paz, Wybór wierszy, LSW, Warszawa, 1981.
- Angelus Silesius, Anielski wędrowiec (Cherubinischer Wandersmann), Biblioteka Telgte, Poznań, 2007.
- Victor Segalen,  Stele (Stèles), Centrum Polsko-Francuskie Côtes d’Armor – Warmia i Mazury, Olsztyn, 2009.
- René Char, Pieśń bezsenności (Chant d’insomnie),  Biblioteka Telgte, Poznań, 2011
- Maya Noval, Pilgrim bird/Oiseau errant/ Wędrowny ptak, Adam Marszałek, Toruń, 2016